# Henry Cronjager

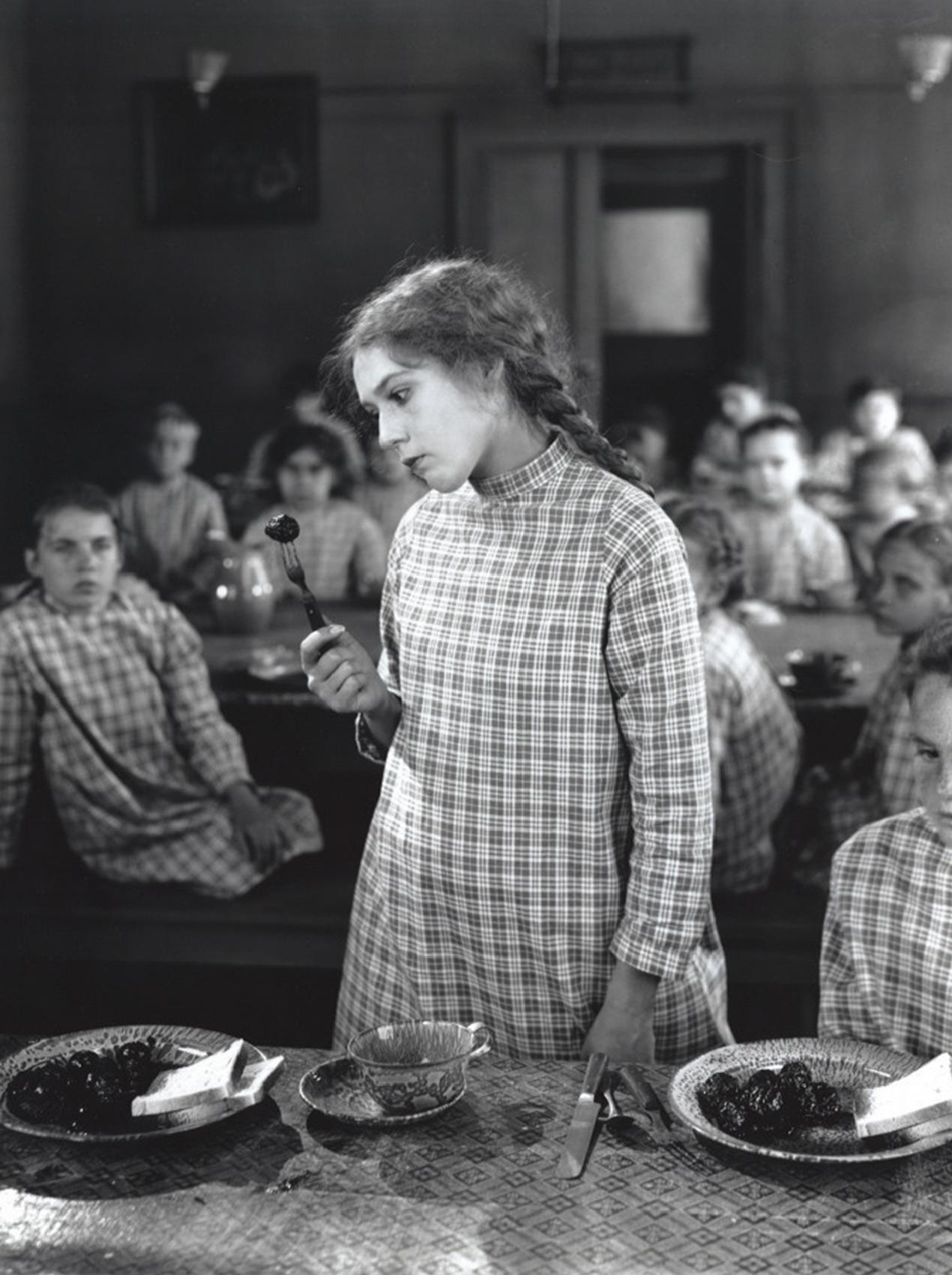
Mary Pickford, dans Papa longues jambes (1919)

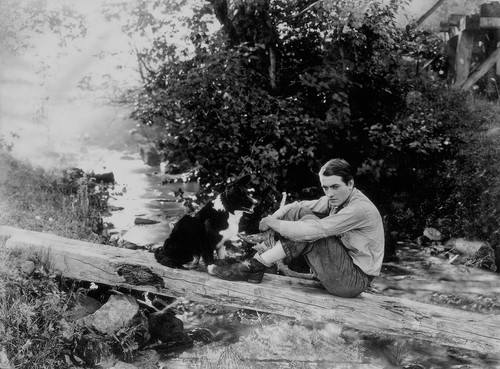
Richard Barthelmess, dans David l'endurant (1921)

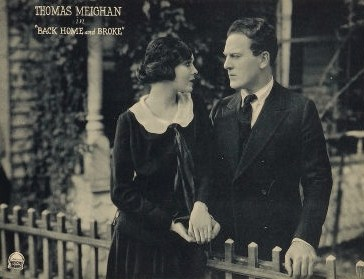
Lila Lee et Thomas Meighan, dans La Belle Revanche (1922)

Henry Cronjager, né le 15 février 1877 en Allemagne, mort le 1er août 1967 à Los Angeles (Californie), est un directeur de la photographie américain d'origine allemande.

## Biographie
Lui et son frère Jules Cronjager (1871-1934, également directeur de la photographie) émigrent aux États-Unis vers la fin des années 1890. Henry Cronjager devient chef opérateur sur un court métrage muet sorti en 1908 et contribue en tout à cinquante-neuf films américains (majoritairement muets). Il se retire définitivement après ses trois derniers films, sortis en 1933.
Parmi ses films notables, citons Papa longues jambes (1919) de Marshall Neilan et Le Signal de l’amour (1921) de Frances Marion, tous deux avec Mary Pickford, ou encore David l'endurant (1921) d'Henry King, avec Richard Barthelmess.
Il est le père d'Edward Cronjager (1904-1960) et d'Henry Cronjager Jr. (1906-1991) qui deviennent eux aussi directeurs de la photographie.

## Filmographie partielle

### Période du muet
- 1909 : Comedy and Tragedy de J. Searle Dawley (court métrage)
- 1910 : The Heart of a Rose d'Edwin S. Porter (court métrage)
- 1910 : An Unselfish Love de J. Searle Dawley (court métrage)
- 1910 : A Central American Romance de J. Searle Dawley (court métrage)
- 1910 : A Daughter of the Mines de J. Searle Dawley (court métrage)
- 1911 : La Bataille de Trafalgar (The Battle of Trafalgar) de J. Searle Dawley (court métrage)
- 1912 : The Passer-By d'Oscar Apfel (court métrage)
- 1914 : Lord Chumley de James Kirkwood, Sr. (court métrage)
- 1916 : The Rejuvenation of Aunt Mary d'Edward Dillon (court métrage)
- 1917 : The Warfare of the Flesh d'Edward Warren
- 1919 : Three Men and a Girl de Marshall Neilan
- 1919 : Papa longues jambes (Daddy-Long-Legs) de Marshall Neilan
- 1919 : The Unpardonable Sin de Marshall Neilan
- 1920 : The River's End de Victor Heerman et Marshall Neilan
- 1920  : Ne vous mariez jamais (Don't Ever Marry) de Marshall Neilan et Victor Heerman
- 1920 : The Wonderful Chance de George Archainbaud
- 1921 : Just Around the Corner (en) de Frances Marion
- 1921 : David l'endurant (Tol'able David) d'Henry King
- 1921 : Le Signal de l’amour (The Love Light) de Frances Marion
- 1922 : The Seventh Day d'Henry King
- 1922 : La Belle Revanche (Back Home and Broke) d'Alfred E. Green
- 1922 : Sonny d'Henry King
- 1923 : The Purple Highway d'Henry Kolker
- 1924 : Unguarded Women d'Alan Crosland
- 1924 : The Great White Way d'E. Mason Hopper
- 1924 : Sinners in Heaven d'Alan Crosland
- 1925 : Le Corsaire aux jambes molles (Clothes make the Pirate) de Maurice Tourneur
- 1925 : Fifty-Fifty d'Henri Diamant-Berger
- 1926 : Le Cavalier des sables (Old Loves and New) de Maurice Tourneur

### Période du parlant
- 1930 : Party Girl de Victor Halperin
- 1933 : No Marriage Ties de J. Walter Ruben
- 1933 : Ace of Aces (en) de J. Walter Ruben